# Tracheloptychus petersi
Tracheloptychus petersi är en ödleart som beskrevs av Grandidier 1869. Tracheloptychus petersi ingår i släktet Tracheloptychus och familjen sköldödlor. IUCN kategoriserar arten globalt som sårbar. Inga underarter finns listade i Catalogue of Life.
Arten förekommer på sydvästra Madagaskar. Den vistas i låglandet och i kulliga områden upp till 225 meter över havet. Tracheloptychus petersi lever i torra skogar med sandig mark. Den är dagaktiv och går på marken.